# Chemin de fer Yverdon–Ste-Croix
| |                     |                                                   |                                                   |
| Streckennummer (BAV): | 212                 |                                                   |                                                   |
| Fahrplanfeld: | 212                 |                                                   |                                                   |
| Streckenlänge: | 24,17 km            |                                                   |                                                   |
| Spurweite: | 1000 mm (Meterspur) |                                                   |                                                   |
| Stromsystem: | 15 kV 16,7 Hz ~     |                                                   |                                                   |
| Maximale Neigung: | 44 ‰                |                                                   |                                                   |
| Minimaler Radius: | 100 m               |                                                   |                                                   |
| |                     |                                                   |                                                   |
| Bahnhof Ste-Croix |                     |                                                   |                                                   |
| \| \| 0,0 \| Yverdon-les-Bains \| 435 m ü. M. \| \| \| \| Anschluss an Jurafusslinie und Broye transversale \| \| \| \| \| La Thielle 79 m \| \| \| \| 0,5 \| Depot und Werkstätte \| Depot und Werkstätte \| \| \| 1,1 \| Yverdon William Barbey (William Barbey YSteC) \| Yverdon William Barbey (William Barbey YSteC) \| \| \| 2,2 \| La Brinaz \| La Brinaz \| \| \| 3,0 \| Valeyres-sous-Montagny \| 450 m ü. M. \| \| \| 5,5 \| Essert-sous-Champvent \| 507 m ü. M. \| \| \| 8,5 \| Vuiteboeuf \| 589 m ü. M. \| \| \| 11,5 \| Baulmes \| 631 m ü. M. \| \| \| 14,4 \| Six-Fontaines \| 705 m ü. M. \| \| \| \| Murets 145 m \| \| \| \| 19,3 \| Trois-Villes \| 907 m ü. M. \| \| \| \| Cochâble 59 m \| \| \| \| \| Arrêtaz 73 m \| \| \| \| \| Covatannaz 153 m \| \| \| \| \| Onglettaz 29 m \| \| \| \| 24,2 \| Ste-Croix \| 1066 m ü. M. \| |                     |                                                   |                                                   |
| Kopfbahnhof Streckenanfang | 0,0                 | Yverdon-les-Bains                                 | 435 m ü. M.                                       |
| Strecke |                     | Anschluss an Jurafusslinie und Broye transversale | Anschluss an Jurafusslinie und Broye transversale |
| Brücke über Wasserlauf |                     | La Thielle 79 m                                   | La Thielle 79 m                                   |
| Abzweig geradeaus und nach rechts | 0,5                 | Depot und Werkstätte                              | Depot und Werkstätte                              |
| Haltepunkt / Haltestelle | 1,1                 | Yverdon William Barbey (William Barbey YSteC)     | Yverdon William Barbey (William Barbey YSteC)     |
| Haltepunkt / Haltestelle | 2,2                 | La Brinaz                                         | La Brinaz                                         |
| Haltepunkt / Haltestelle | 3,0                 | Valeyres-sous-Montagny                            | 450 m ü. M.                                       |
| Bahnhof | 5,5                 | Essert-sous-Champvent                             | 507 m ü. M.                                       |
| Bahnhof | 8,5                 | Vuiteboeuf                                        | 589 m ü. M.                                       |
| Bahnhof | 11,5                | Baulmes                                           | 631 m ü. M.                                       |
| Haltepunkt / Haltestelle | 14,4                | Six-Fontaines                                     | 705 m ü. M.                                       |
| Tunnel |                     | Murets 145 m                                      | Murets 145 m                                      |
| Bahnhof | 19,3                | Trois-Villes                                      | 907 m ü. M.                                       |
| Tunnel |                     | Cochâble 59 m                                     | Cochâble 59 m                                     |
| Tunnel |                     | Arrêtaz 73 m                                      | Arrêtaz 73 m                                      |
| Tunnel |                     | Covatannaz 153 m                                  | Covatannaz 153 m                                  |
| Tunnel |                     | Onglettaz 29 m                                    | Onglettaz 29 m                                    |
| Kopfbahnhof Streckenende | 24,2                | Ste-Croix                                         | 1066 m ü. M.                                      |

Die Chemin de fer Yverdon–Ste-Croix (YSteC), deutsch: Yverdon–Ste-Croix-Bahn, ist eine schmalspurige Privatbahn im Kanton Waadt in der Schweiz. Die Strecke führt von Yverdon-les-Bains am Südende des Neuenburgersees nach Ste-Croix im Waadtländer Jura. Sie ist Teil des regionalen Verkehrsunternehmens Travys. Die Züge verkehren tagsüber im Stundentakt mit Kreuzung in Vuiteboeuf zur üblichen Symmetrieminute; die Fahrzeit für die gesamte Strecke beträgt 36 Minuten (Stand 2005).

## Strecke

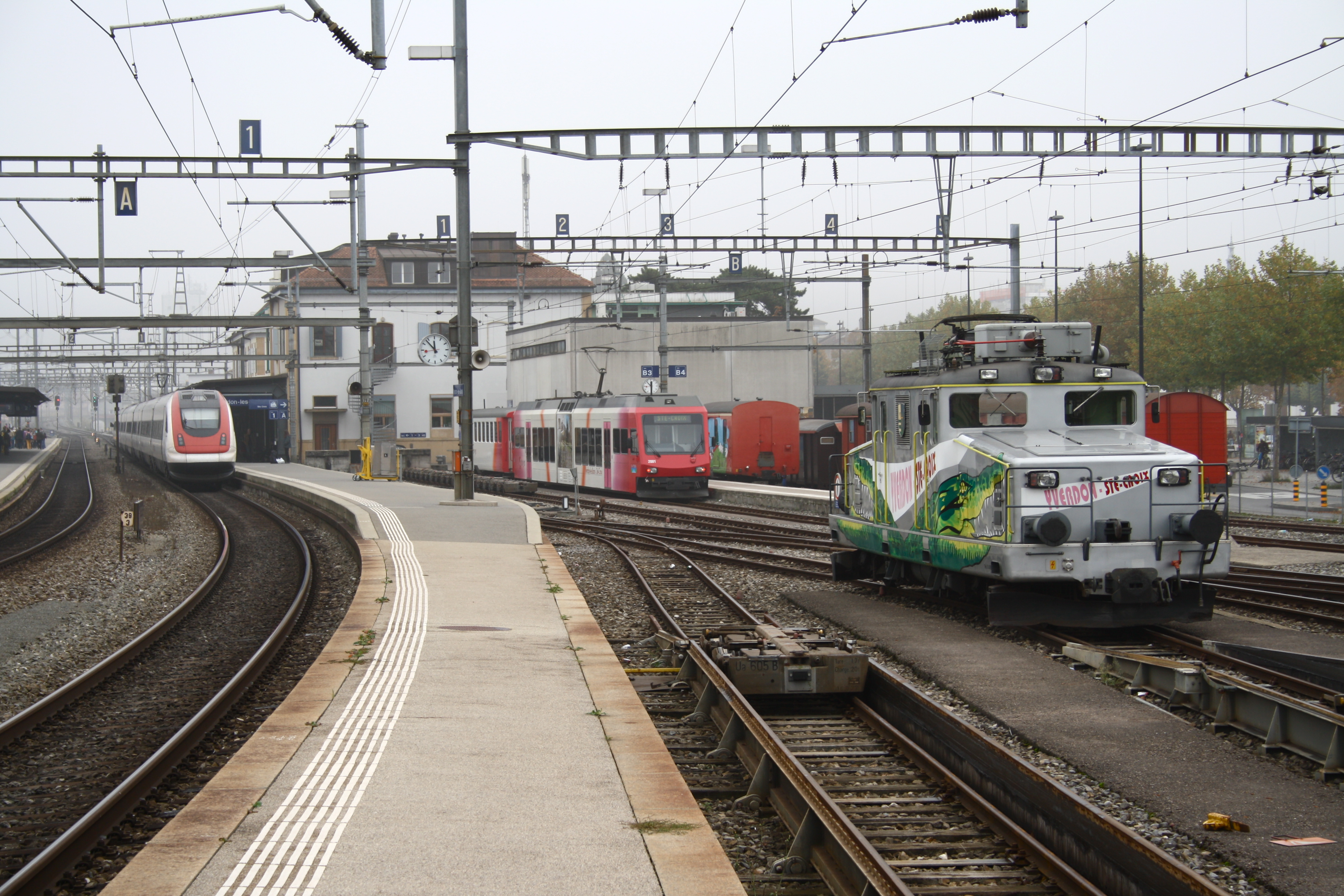
Bahnhof Yverdon-les-Bains, links die normalspurigen Gleise der SBB-Jurasüdfusslinie, rechts der Endbahnhof der YSteC mit Be 2/6 2001, Ge 4/4 21 und Rollbockgruben (2009)

Die Strecke beginnt im Bahnhof von Yverdon-les-Bains (435 m ü. M.) und verläuft zunächst parallel zur SBB bis zur Haltestelle William Barbey YSteC; dort befindet sich das 1994 neu erbaute Depot mit Betriebswerkstatt. Bis Valeyres-sous-Montagny (450 m) ist die Strecke fast völlig flach. Danach führt sie gleichmässig ansteigend durch das Tal des Flüsschens La Brine über Essert-sous-Champvent (507 m) und Vuiteboeuf (589 m) nach Baulmes (631 m), der wichtigsten Zwischenstation.
Die Haltestelle Six-Fontaines (705 m) befindet sich in einer 180°-Kehre. Die Bahn erklimmt nun den steilen Südosthang des Forel, unterquert in einem kurzen Tunnel den Hermitage-Felsen und umfährt den steilen Talkessel der Brine. Die Haltestelle Trois-Villes (907 m) am steilen Südosthang des Mont de Baulmes liegt mehr als 300 Meter über dem Talboden. Die Strecke umfährt den Berg und verläuft hoch über einer Schlucht, den Gorges de Covatannes; hier befinden sich noch einmal vier kurze Tunnel. Auf der Nordseite des Mont de Baulmes wird die Strecke ein wenig flacher und endet schliesslich im Bahnhof von Ste-Croix (1066 m).

## Geschichte

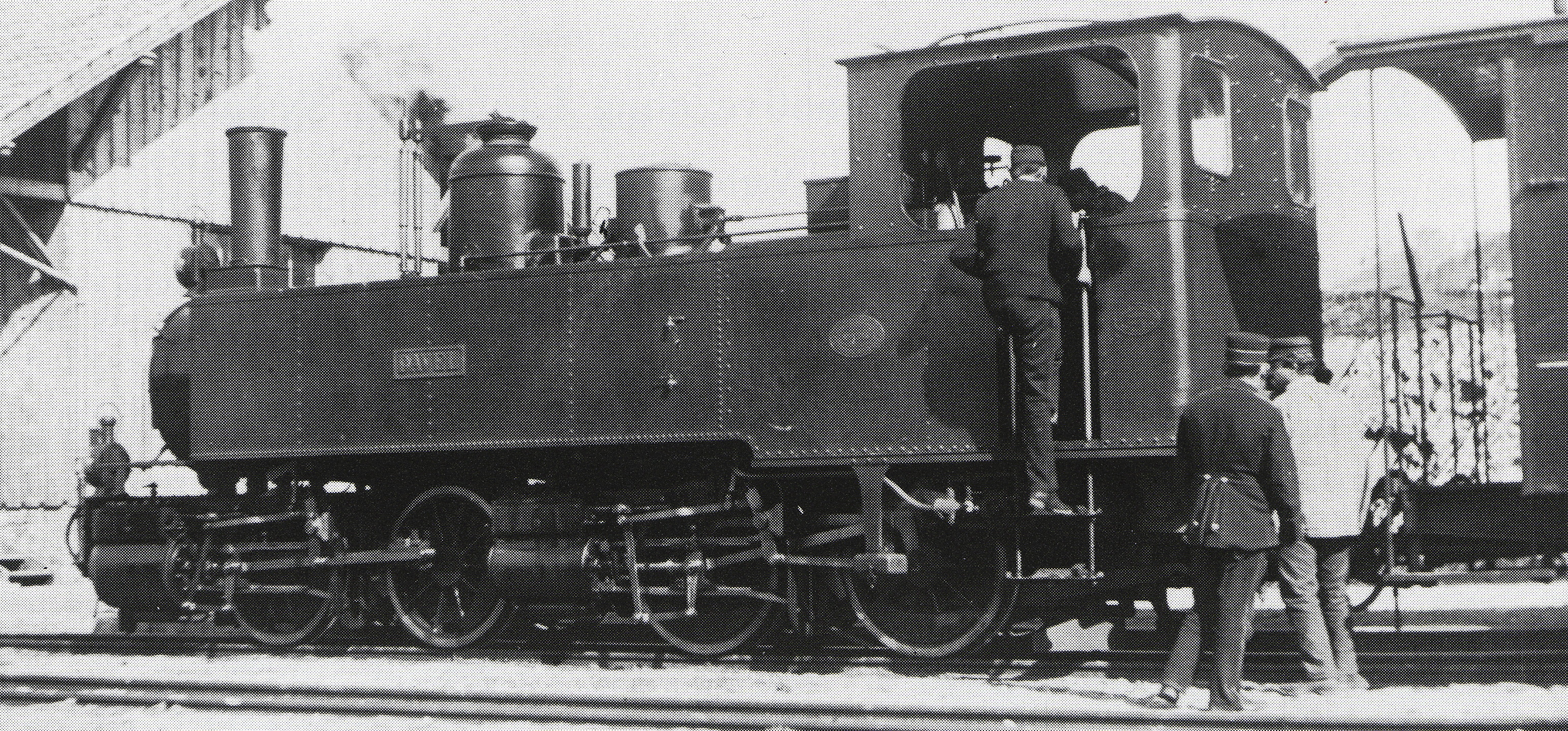
Mallet-Locomotive G 2×2/2 Nr. 3 Davel, gebaut im Eröffnungsjahr der Strecke

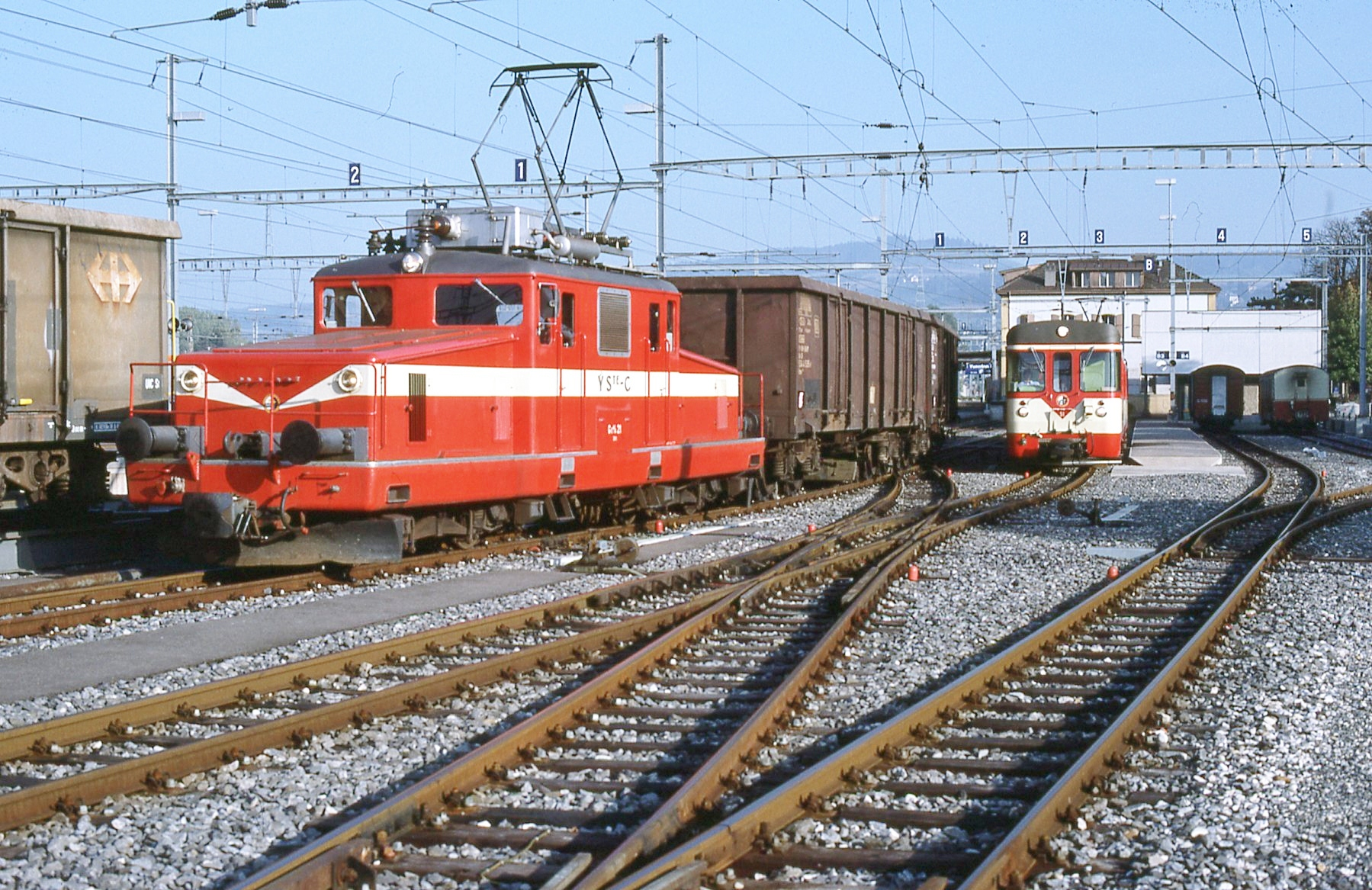
Elektrolokomotive Ge 4/4 21 und Steuerwagen Bt 51 in Yverdon (1979)

Die Strecke zwischen Yverdon und Ste-Croix wurde am 17. November 1893 eröffnet und zunächst mit Dampflokomotiven des Typs Mallet betrieben. Der vielseitig talentierte William Barbey – Ingenieur, Botaniker, liberaler Grossrat und Philanthrop – aus dem nahen Valeyres-sous-Rances zeichnete fast im Alleingang für die Finanzierung und die Planung der Bahn verantwortlich. Der tief religiöse Mäzen verfügte, dass «seine» Bahn an Sonntagen nicht verkehren durfte. Nach Barbeys Tod wurde diese Bestimmung aufgehoben, seit 1919 fahren die Züge täglich.
Wegen der Überalterung des Rollmaterials und der Kohleknappheit während des Zweiten Weltkriegs entschloss sich die YSteC zur Elektrifizierung. Diese erfolgte am 25. Januar 1945; man entschied sich für dasselbe Stromsystem wie bei den SBB. Bei SIG und BBC wurden zwei Typen von Triebwagen beschafft: drei «grosse» BCe 4/4 und zwei «kleine» BCe 2/4. Den Güterverkehr besorgte die Elektrolokomotive Ge 4/4 21, die mit ihren Vorbauten entfernt an die berühmten «Krokodile» SBB Ce 6/8 II der Gotthardbahn erinnert. Ende der 1970er konnte mit dem Rollbockbetrieb der Rückgang im Güterverkehr aufgehalten werden, wobei die YSteC bei der Entwicklung einer neuen Rollbock-Bauart Pionierarbeit leistete.
Am 14. Februar 1976 kollidierten zwei Triebwagen zwischen Essert-sous-Champvent und Valeyres-sous-Montagny mit etwa 50 km/h frontal. Sieben Personen kamen ums Leben und 40 weitere wurden verletzt. Die beiden Züge hätten in Essert-sous-Champvent kreuzen sollen. Die Strecke war nicht mit Streckenblock ausgerüstet.
1981 erhielt die YSteC drei moderne Triebwagen des Typs Be 4/4 (1–3) und zwei dazu passende Steuerwagen.
Am 1. Januar 2001 erfolgte die Fusion mit der Chemin de fer Pont–Brassus (PBr) und dem Busbetrieb TPYG zum Verkehrsunternehmen Travys. Im selben Jahr wurden zwei Stadler GTW (Be 2/6 2000–2001) geliefert; diese ersetzten teilweise die Be 4/4-Triebwagen, wodurch die Be 4/4 3 an die Chemin de fer Bière–Apples–Morges (BAM) verkauft wurde, die ihrerseits drei baugleiche Triebwagen (11, 12 und 14) besitzt. Die GTW dienten während der Expo.02 als Shuttle-Züge zwischen dem Expo-Parkplatz und dem Zentrum von Yverdon.
Im August 2012 wurden gemeinsam mit den MBC, der MOB und den TPF 17 Schmalspurtriebzüge ausgeschrieben. Im März 2013 wurde bekannt, dass Stadler den Auftrag im Wert von 151 Millionen Franken erhalten hat. An die Travys wurden 2015/2016 drei dreiteilige Triebzüge Be 4/4 + AB + Be 4/4 geliefert, welche eine Höchstleistung von 3600 kW haben und eine Höchstgeschwindigkeit von 100 km/h erreichen.
Die YSteC betrieb Güterverkehr mit Rollböcken und transportierte bis 2017 Zuckerrüben, Holz und Kehricht. Seither werden vereinzelt noch Normalspurwagen für den Bahndienst auf Rollböcken befördert.

### Eisenbahnunfall von Trois-Villes

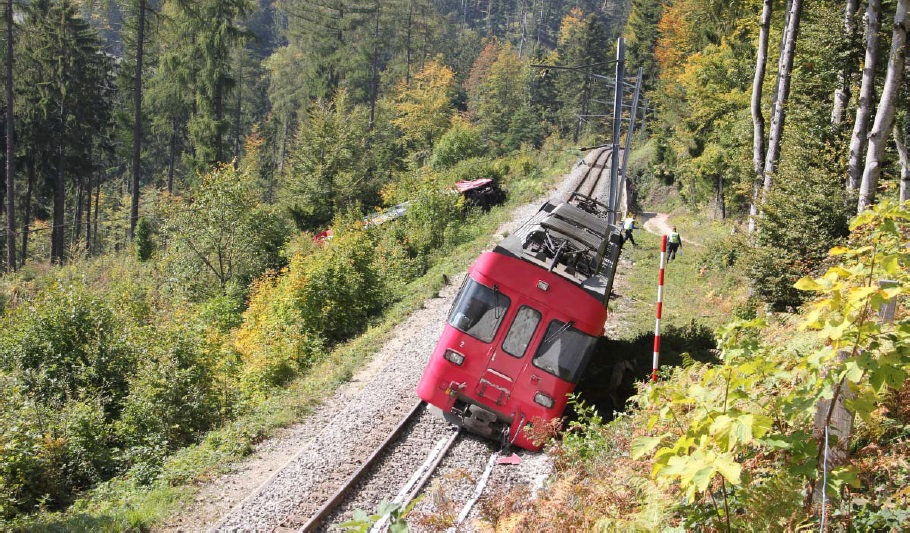
Am 2. Oktober 2015 entgleister Pendelzug der Travys bei Baulmes – der Steuerwagen liegt unterhalb des Bahntrassees

Am 2. Oktober 2015 entgleisten der Steuerwagen Bt Nr. 53 und der Triebwagen Be 4/4 Nr. 2 in einer Linkskurve etwa 1,5 Kilometer unterhalb der Haltestelle Trois-Villes. Der Dienstzug ohne Passagiere verliess den Bahnhof Ste-Croix, stoppte aber nach 390 Metern Fahrt ohne ersichtlichen Grund durch eine automatische Zwangsbremsung. Der Triebfahrzeugführer konnte den Zug wieder in Bewegung setzen, worauf er nach weiteren 170 Metern erneut stoppte. Bei der Nachschau, woran das Problem mit der Bremse liegen könnte, verliess er den Führerstand, währenddessen sich der Zug erneut in Bewegung setzte. Dem Führer gelang es nicht, die Komposition zu bremsen. Er sprang vom Zug und verletzte sich dabei leicht. Die führerlose Komposition entgleiste nach einigen Kilometern Fahrt bei einer Geschwindigkeit von 85 Kilometern pro Stunde. Der vordere Steuerwagen löste sich vom Triebwagen, kippte um und landete im steilen Gelände talwärts, der Triebwagen kam in aufrechter Position neben dem Gleis zum Stillstand.
Der Schlussbericht über das Unglück verweist auf Fahr- und Bremsversuche nach dem Vorfall mit einer fast baugleichen Komposition. Dabei wurde eine ungenügende Bremskraft der Anlage bei 40 ‰ Gefälle festgestellt, die aus konstruktiven Gründen während des Stillstands nach einer Notbremsung auftritt. Weiter wird ein unsachgemässes Vorgehen bei der Pannenbehebung durch den Triebfahrzeugführer festgehalten.

### Geiselnahme
Am Abend des 8. Februar 2024 kam es in einem Zug während eines Halts in Essert-sous-Champvent zu einer Geiselnahme. Ein mit Axt und Messer bewaffneter Täter brachte den Zugführer und 14 Passagiere in seine Gewalt. Mehrere Versuche, mit dem Täter zu verhandeln, blieben erfolglos. Bei der Erstürmung des Zuges durch die Polizei einige Stunden später wurde der 32-jährige Täter erschossen.